# Clasificación jerárquica
En las clasificaciones jerárquicas, monojerárquico o enumerativo las materias se organizan utilizando un modelo simple, inspirado en la lógica clásica, que permite establecer subdivisiones de una materia aplicando un criterio que deben cumplir todos los elementos que se incluyen en la clase más específica. La clasificación debe tener subdivisiones para todos los temas que se considere necesario utilizar, de ahí su carácter enumerativo. El sistema de clasificación que mejor responde en la actualidad a las características de este modelo es la Clasificación de la Biblioteca del Congreso

## Estructura y uso
Los sistemas de clasificación de estructura jerárquica fueron los primeros en utilizarse para organizar la información. Partiendo de unas clases principales, que suelen coincidir con ramas de conocimiento, se enumeran todas las materias que prevén necesarias para tratar la información dividiéndolas en clases formadas gracias a la aplicación de un criterio de división que genera grupos cuyos componentes participan de una característica común. Este procedimiento de división continúa hasta alcanzar el nivel de especificidad deseado. De esta forma las relaciones que se establecen entre los conceptos son de tipo vertical, mostrando una ascendencia común:
En esencia, la relación jerárquica debería reflejar relaciones paradigmáticas (género/especie, todo/parte). Sin embargo, la necesidad de adaptar el sistema a las características temáticas de una colección, ha desvirtuado muchas veces este requisito para poder inas.
El sistema de notación tiene que reflejar la estructura del sistema para permitir la agrupación de los documentos que tengan una temática común: debe reflejar tanto la procedencia común como la diferencia del grupo.

## Ventajas e inconvenientes
Este ha sido el tipo de estructura predominante en los esquemas de clasificación tradicionales unido a una división del conocimiento por disciplinas,  aunque en la actualidad solo la Clasificación de la Biblioteca del Congreso mantiene una estructura puramente jerárquica, mientras que la Clasificación Decimal de Dewey y la Clasificación Decimal Universal han introducido facetas en su estructura.
Sus ventajas derivan de su facilidad de uso, su claridad, producto de una estructura relativamente simple, y su gran difusión. Su utilidad para hacer búsquedas en la Web deriva de lo fácil que resulta navegar por la estructura jerárquica para realizar búsquedas exploratoria. Esto las ha convertido en el modelo estructural para los Directorios web (como, por ejemplo, DMoz-Open Directory Project) y para las Taxonomías corporativas
En cuanto a los inconvenientes, son resultado de la rigidez de un sistema en el que es difícil incorporar nuevos conceptos, en el que solo están presentes relaciones semánticas de tipo vertical y con el que solo se pueden clasificar aquellos temas previstos al elaborar la clasificación lo que obliga a incluir repeticiones sistemáticas de conceptos.
Además la combinación de la estructura jerárquica con la división del conocimiento en disciplinas provoca la dispersión de las materias dependiendo del punto de vista desde el que esté tratada